# Peter Mandelson
Peter Benjamin Mandelson, baron Mandelson (født 21. oktober 1953 i London) er en britisk politiker fra partiet Labour. Han var er landets erhvervsminister i 2008-2010 og vicepremierminister i 2009-2010.
Mandelson er uddannet i politologi, filosofi og økonomi fra St. Catherine's College ved Oxford University. 
Politisk begyndte han i 1970'erne i det britiske kommunistparti, men blev efter få år medlem af Labour. Han var fra 1979 til 1982 byrådsmedlem i Lambeth. Han blev i 1985 kommunikationsansvarlig i Labour og var blandt andet ansvarlig for partiets valgkampagne i 1987. På trods af en vellykket kampagne, lykkedes det ikke at vinde valget, og Mandelson forlod posten i 1990. I 1992 blev han opstillet til Underhuset i Hartlepool, og blev senere indvalgt.
Efter John Smiths død støttede han Tony Blair som partileder, hvilket førte til at han og Gordon Brown fik et anspændt forhold. Han var Blair-årene en af hovedarkitekterne bag moderniseringen af Labour, det såkaldte New Labour og var kampagneleder i 1997. Partiet oplevede en jordskredssejr. 
Mandelson blev først minister uden portefølje, men blev i 1998 handels- og industriminister. I oktober 1999 blev han minister for Nordirland, men blev tvunget til at gå af efter at det kom frem at forsøgte at få det britiske indenrigsministerium til at give en indisk forretningsmand, Srichanda Hinduja, britisk statsborgerskab. Fra 2004 til 2008 var han EU-kommissær med ansvar for handelsspørgsmål. Fra oktober 2008 var han været erhvervsminister i Gordon Browns regering, og siden 2009 tillige vicepremierminister (First Secretary of State). Han er i dag medlem af Overhuset som følge af, at han i 2008 blev adlet.